# Sint-Jakobsstraat
De Sint-Jakobsstraat is een straat in Brugge

## Beschrijving
De Sint-Jakobsstraat wordt al vroeg vermeld:
- 1290: pro calceia in vico Sancti Jacobi;
- 1305: Sinte-Jacobstrate.

De Sint-Jakobsparochie en meteen ook de kerk dateren uit de eerste helft van de 13de eeuw. De parochie werd in 1240 afgescheiden van de Sint-Salvatorsparochie. De straat die langs de Sint-Jakobskerk voorbij liep en belangrijk was omdat ze leidde naar een van de stadspoorten, de Ezelpoort, kreeg de naam van de kerk en parochie.
Het ging om een voorname straat, met herenhuizen en handelsactiviteiten. In de 19de eeuw bouwde het stadsbestuur er een concertgebouw op de plek waar vroeger de Boterhalle stond. In deze straat bevindt zich het hotel van de Bourgondische ambtenaar Ferry de Gros. Hier werd Maximiliaan van Oostenrijk in 1488 een tijdje door de Bruggelingen gevangen gehouden. Het hotel Claesman is in de 19de eeuw de muziekacademie van Brugge geworden.
De Sint-Jakobsstraat loopt van de Eiermarkt naar de Ezelstraat.

## Bekende bewoners
- Auguste Valckenaere
- Hendrik Brugmans

## Bekende gebouwen
- Het Stedelijk Conservatorium Brugge is gehuisvest in het historische Huis Claesman, een stadspaleis uit 1742.